# إيفيت وليامز
إيفيت وليامز (بالإنجليزية: Yvette Williams) هي منافسة ألعاب القوى نيوزيلندية، ولدت في 25 أبريل 1929 في دنيدن في نيوزيلندا، وتوفيت في 13 أبريل 2019 في أوكلاند في نيوزيلندا.

## وصلات خارجية
- إيفيت وليامز على موقع اللجنة الأولمبية الدولية (الإنجليزية)
- إيفيت وليامز على موقع أوليمبيديا (الإنجليزية)
- إيفيت وليامز على موقع اللجنة الأولمبية النيوزيلندية (الإنجليزية)
- إيفيت وليامز على موقع قاعة نيوزيلندا للمشاهير الرياضية (الإنجليزية)